# Herpestes brachyurus
Mangusta cu coadă scurtă (Herpestes brachyurus) este o specie de mangustă originară din Malaezia peninsulară, Sumatra și Borneo. Trăiește în păduri de conifere și grădini rurale de la nivelul mării până la o altitudine de 1.500 metri (4.900 ft). Este listată ca fiind aproape amenințat pe Lista Roșie IUCN din 2008.
A fost descrisă pentru prima dată de John Edward Gray în 1837.
Are culoare roșu-maroniu până la negru cu membrele negre. Capul este cenușiu, cu o pată neagră pe bărbie. Lungimea totală a corpului este de 60-65cm la care se adaugă o coadă de 25cm. Cântărește aproximativ 1.4 kg.

## Subspecii
- H. b. brachyurus
- H. b. hosei (considerată de unii drept specie, Herpestes hosei)[4]
- H. b. javanensis
- H. b. palawanus
- H. b. parvus
- H. b. sumatrius